# 土庫片場火災
土庫片場火災，為臺灣標準時間2010年9月30日1點45分發生在台灣雲林縣土庫鎮霹靂國際多媒體片場的一場火災，6時左右撲滅。

## 起因
警方初步排除人為因素，外界懷疑為電線走火，但霹靂國際多媒體仍未公佈主要原因。本次起火點據聞位于二樓，而放置木偶的木偶間也位于二樓，也是此次木偶毀損嚴重的原因。
據發現者道具組石信一師傅表示，他正在道具間研究劇本時，聽到轟然巨響，他打門發現竟是濃濃黑煙，最後用手機的燈光逃離火場。埤腳里里長也說，火警發生當時先聽到爆炸聲，而後抽風機冒出濃煙。

## 損失
依据霹靂國際多媒體所发表的新闻稿件，本次火灾包含片場、攝影器材、道具、布景以及五百多尊戲偶皆遭到嚴重損壞，估計損失逾新台幣上億元，所幸無人傷亡。而即將推出之《霹靂經武紀之梟皇論戰》膠捲也被燒毀、僅剩4集之膠捲，當時推出之《霹靂震寰宇之兵甲龍痕》延後一周发布。
本次大火燒毀之木偶更包含於1988年的《霹靂金光》第13集登場的初代素還真，損失的文化價值遠高於表面上之價值。